# Parlement van Zuid-Afrika
Het parlement van Zuid-Afrika (Engels: Parliament of South Africa) is het nationale parlement van Zuid-Afrika en bestaat uit twee kamers:
- Lagerhuis: Nationale Vergadering (National Assembly) bestaande uit 400 leden. De Nationale Vergadering werd in 1994 in het leven geroepen.
- Hogerhuis: Nationale Raad van de Provincies (National Council of Provinces) bestaande uit 90 leden. De Nationale Raad van de Provincies werd in 1997 in het leven geroepen en verving hiermee de Senaat als Hogerhuis.

Het parlement van Zuid-Afrika is gevestigd in Kaapstad. De bestuurlijke hoofdstad van Zuid-Afrika is echter Pretoria. De rechterlijke macht is gevestigd in Bloemfontein.

## Nationale Vergadering
De Nationale Vergadering mag volgens de grondwet niet minder dan 350 en niet meer dan 400 leden tellen. De speaker (voorzitter) zit de zittingen van de Nationale Vergadering voor. De speaker wordt bijgestaan door een deputy speaker (plaatsvervangend voorzitter). De huidige voorzitter van de Nationale Vergadering is Thoko Didiza van het ANC. Zij vervult de rol van voorzitter sinds juni 2024.
De Nationale Vergadering wordt via algemeen, enkelvoudig kiesrecht gekozen. Verkiezingen worden gehouden op basis van het districtenstelsel.
Het ANC is met 159 zetels de grootste partij in de Nationale Vergadering.
De president van Zuid-Afrika is de leider van de grootste partij in de Nationale Vergadering.

## Nationale Raad van de Provincies
De Senaat werd in 1997 vervangen door de Nationale Raad van de Provincies (NCOP). De Nationale Raad van de Provincies telt 90 leden. De chairman (voorzitter) zit de vergaderingen van de NCOP voor. Sinds de parlementsverkiezingen van 2024 is Refilwe Mtsweni-Tsipane van het ANC de voorzitter van de NCOP.
In tegenstelling tot de Nationale Vergadering wordt de NCOP niet direct, maar via getrapte verkiezingen gekozen. De rechtstreeks gekozen parlementen van de 9 provincies van Zuid-Afrika kiezen elk uit hun midden 10 afgevaardigden om zitting te nemen in de NCOP.

## Geschiedenis

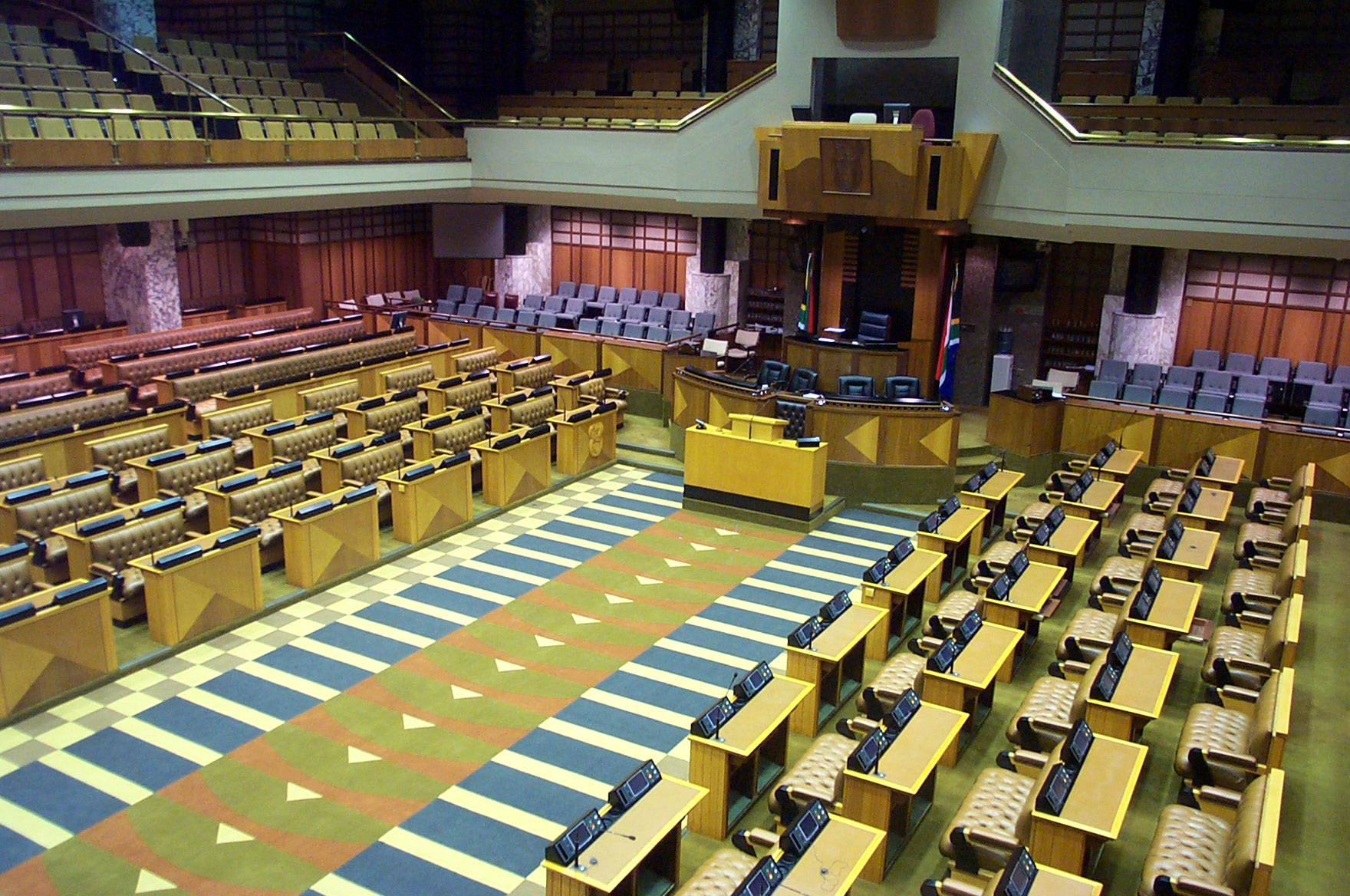
Het interieur van de Nationale Vergadering

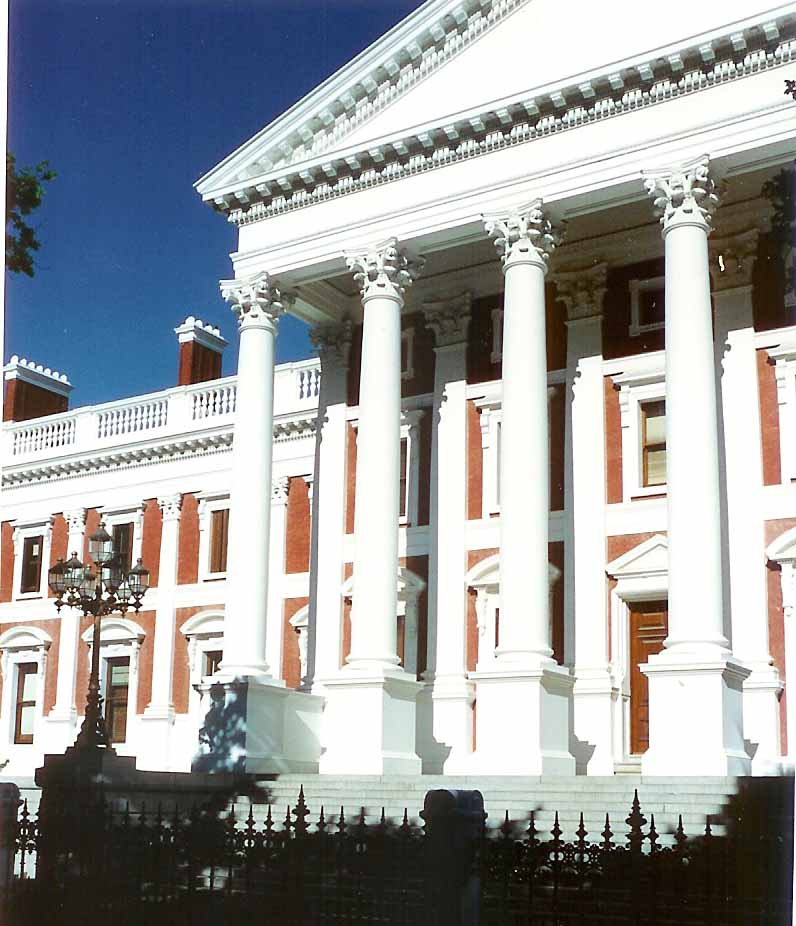
De parlementsgebouwen in Kaapstad

Met de stichting van de Unie van Zuid-Afrika in 1910 kreeg het land een tweekamerstelsel. Het Hogerhuis kreeg de naam Senaat (Senate) en het lagerhuis kreeg de naam Volksraad (House of Assembly). De Senaat werd getrapt gekozen door de provinciale raden, terwijl de Volksraad direct werd gekozen. Kiesrecht was gereserveerd voor blanken en aanvankelijk ook voor de kleurlingen in de Kaapprovincie. De zwarte bevolking bezat geen kiesrecht op nationaal niveau.

### Apartheid
Na de machtsovername van de Nationale Partij (NP) in 1948 kregen de blanke inwoners van het Zuid-Afrikaanse mandaatgebied Zuidwest-Afrika (Namibië) vertegenwoordigers in de Senaat en de Nationale Vergadering mochten kiezen. De zogenaamde blanke vertegenwoordiging van de "naturellen" (dat wil zeggen de zwarte bevolking) werd afgeschaft. De kleurlingen - tot dan toe bondgenoten van de blanke bevolking - werd in 1959 door premier Hendrik Verwoerd het kiesrecht ontnomen (1959). Deze laatste maatregel bleek toch nog wat voeten in de aarde te hebben.
Om de kleurlingen het stemrecht te ontnemen, moest de grondwet worden gewijzigd, waarvoor een tweederdemeerderheid in de Nationale Vergadering en de Senaat nodig waren. Een meerderheid bezat de NP slechts in de Nationale Vergadering. Premier Verwoerd besloot daarom de Senaat uit te breiden en nieuwe senatoren (natuurlijk alleen NP-leden) te benoemen, waardoor er een tweederdemeerderheid in de Senaat werd gecreëerd.
In 1960 werd Zuid-Afrika een republiek, maar dit veranderde niets aan de functies van het parlement.
Gedurende de jaren 60, '70 en '80 kregen de zogenaamde "Bantoestans" of "thuislanden" - de voor "Bantoes" aangewezen woongebieden - autonomie en in sommige gevallen zelfs (op papier) onafhankelijkheid. De thuislanden hadden hun eigen door Bantoes gekozen parlementen.

### Driekamerstelsel
In 1980 kondigde premier P.W. Botha hervormingen aan om naast de blanken, ook de kleurlingen en Indiërs te laten delen in de politieke macht van Zuid-Afrika. Zwarten zouden niet mogen delen in de macht, zij hadden immers hun "onafhankelijke" en "autonome" thuislanden met hun eigen parlementen. In 1981 werd de Senaat afgeschaft en in 1984 kwam een nieuwe grondwet tot stand die een driekamerparlement in het leven riep.
Het parlement bestond vanaf 1984 uit de Volksraad (House of Assembly), een door blanken gekozen kamer; het Huis van Afgevaardigden (House of Representatives), gekozen door kleurlingen en het Huis van Gedelegeerden (House of Delegates), gekozen door Indiërs. Enkele kamer kreeg haar eigen "ministerraad", belast met het behartigen van de belangen van de bevolkingsgroep die zij vertegenwoordigde. Maar de werkelijke macht in Zuid-Afrika bleef in handen van de blanken, die naast een eigen ministerraad ook een Presidentiële Raad hadden, die beslissingen van de ministerraden van de kleurlingen en Indiërs naast zich neer kon leggen. De president van de republiek was voorzitter van de Presidentiële Raad.
Het Driekamerparlement werd in 1994, met het einde van de Apartheid, afgeschaft. Hiervoor in de plaats kwam opnieuw een tweekamerparlement bestaande uit de Nationale Vergadering (National Assembly) en de Senaat (Senate).
Op 27 april 1994 werden de eerste non-raciale parlementsverkiezingen in de geschiedenis van Zuid-Afrika gewonnen door het ANC van Nelson Mandela.
In het Zuid-Afrikaanse parlement wordt simultaan getolkt tussen de elf officiële talen. 

## Voetnoten
1. ↑  Enkele welgestelde zwarten in de Kaapprovincie en Natal bezaten het recht om hun stem uit te brengen op kandidaten voor de provinciale raden van de Kaapprovincie en Natal. Omstreeks de eeuwwisseling werd  Walter B. Rubusana, als enige zwarte tot 1994, in de Provinciale Raad van de Kaapprovincie gekozen. zie: De geschiedenis van de Apartheid, door: Brian Lapping (1986), blz. 65
2. ↑  Times Live